# Aspergillus sojae
Aspergillus sojae és una espècie de fong ascomicot de l'ordre dels eurotials (Eurotiales). És un fong filamentós de la secció Flavi del gènere Aspergillus, usada tradicionalment junt amb A. oryzae, A. kawachii, A. shirousamii i A. awamori, anomenats koji, a l'est d’Àsia per a la producció d’aliments fermentats com el miso i altres productes elaborats amb soja. La seva capacitat per secretar enzims hidrolítics és essencial en el procés de degradació de diferents tipus de molècules biològiques, com ara proteïnes, midons i greixos. Entre els diversos enzims produïts, destaca particularment l'abundant producció de leucina aminopeptidasa, que juga un paper fonamental en la generació de l'aroma distintiu que es troba a la salsa de soja, contribuint així al seu sabor característic i apreciat.
Amb freqüència, aquest organisme és confós amb altres espècies com ara Aspergillus flavus o A. parasiticus, els quals són fongs amb capacitat de produir aflatoxines, degut a les notables similituds tant en la seva morfologia com en la seva fisiologia. Sembla que aquesta espècie va ser aïllada originalment en grans contaminats amb espores.
El seu genoma ha estat seqüenciat completament.
En infectar llavors de soja estimula la síntesi de gliceol·lines, compostos que han demostrat activitat antifúngica contra patògens de plantes en estudis in vitro.

## Història
Al segle xxi a.C. els xinesos ja consumien una beguda alcohòlica feta a base d’arròs fermentat. Al segle iv a.C. es documenta per primer cop el procés de d’elaboració de vins d’arròs i pasta de mongeta mitjançant floridures.
A l’any 725 D.C. el Harima no Kuni Fudoki esdevé el primer registre que menciona el koji fora de la Xina. Aquesta antiga obra explica que els japonesos elaboraven el koji a partir de les espores dels fongs.  
Al voltant del segle x, la metodologia de producció del koji va experimentar un canvi, passant del sistema de sembra natural en l’arròs a l’anomenat Tomodane, un mètode que implica permetre que el koji creixi fins a assolir la etapa d’emissió d’espores i posteriorment usar-lo per a iniciar noves produccions.
A l'Era Meiji, gràcies a la integració de noves tècniques microbiològiques, destaca per ser el primer moment en què s'aïlla i propaga el koji a partir de cultius purs. Aquests avenços van facilitar millora de la qualitat dels cultius i la selecció característiques desitjables. Al llarg de la història se l’ha considerat una varietat d’Aspergillus parasiticus perquè, a diferència de la resta de fongs que formen part del koji, mai s'havia aïllat del sòl, però el sorgiment d'aquestes tècniques va possibilitar la identificació de l'A. sojae com una espècie a l'any 1944.

## Biologia

### Ecologia
A la natura, es troba principalment a sòls abundants en matèria orgànica en descomposició, i a més a més, també infecta els grans i colonitza l’escorça d’arbre. Aquesta espècie té una distribució geogràfica limitada, fins al punt que es considera endèmica de les regions càlides i humides de l'est d'Àsia, on les temperatures es mantenen a prop dels 30 °C durant tot l'any, a diferència de la resta d'espècies que formen part del koji, que es troben disseminades arreu del món.

## Característiques biològiques i bioquímiques
Aspergillus sojae i A. oryzae són parents dels fongs A. flavus i A. parasiticus. Les quatre espècies s'inclouen al grup A. flavus. La separació entre espècies no és consistent, i tant les proves morfològiques com moleculars donen suport a la coespecificitat. El grau elevat d'identitat es reflecteix en la identificació divergent dels cultius de referència mantinguts en col·leccions.

### Morfologia
Els fongs del gènere Aspergillus són filamentosos, formats principalment per cèl·lules en cadena que formen una estructura coneguda com a hifa. Les hifes que componen el miceli d'aquest fong són septades, amb un diàmetre aproximadament d'entre 2,6 i 8,0 micres. Aquestes hifes estan ramificades, generant els caps conidials quan entren en contacte amb l'aire. Aquestes caps poden arribar a produir fins a 500.000 conidis.
Els caps conidials tenen un conidiòfor que en el seu extrem terminal presenta un engruiximent, com una mena de vesícula. Estan coberts per unes estructures anomenades fiàlids, de forma allargada.
Els fiàlids tenen com a funció produir grans columnes de conidis, que majoritàriament són de forma rodona, amb un diàmetre d'entre 2 i 5 micres. Aquests conidis es consideren els propàguls infecciosos que constitueixen el punt de partida per al desenvolupament del miceli del fong.
Vistes al microscopi, les hifes són uniformes i presenten un patró de ramificació en forma d'arbre. Les branques són dicotòmiques i les hifes tenen contorns paral·lels.
Les colònies obtingudes mitjançant el cultiu al laboratori són de diversos colors, en funció de l'espècie d'Aspergillus que s'estigui cultivant. En un principi són blanques, però després aquest color pot variar a groc, marró, verd o fins i tot negre.
Les colònies d'Aspergillus sojae generalment es descriuen de color groc o groc clar. Això és una característica comuna d'aquesta espècie, però les condicions de cultiu poden influir en la coloració de les colònies, i altres colors com el groc fosc o altres tonalitats també poden aparèixer en algunes situacions.
Pel que fa a la textura de les colònies, semblen cotó o vellut.

### Metabolisme
Es classifiquen com a sapròfits. S'alimenten de la matèria orgànica morta o en descomposició. A causa d'això, aquests fongs són una part important de les cadenes alimentàries dels ecosistemes en què es troben, ja que són un potent element descomponedor de la matèria orgànica, transformant-la en adob per al sòl.
En general, les espècies de fongs de koji es perceben com no tòxiques, mentre que els fongs silvestres estan associats a les aflatoxines carcinògenes. Per tant, la identificació fiable de les soques individuals és molt important per a fins d'aplicació. Malgrat això i degut a la proximitat entre espècies, s'han observat casos de soques koji productores de micotoxines.

### Cicle vital

#### Reproducció asexual
El tipus de reproducció que s'observa amb més freqüència en aquests fongs és l'asexual. Es produeix a través d'espores asexuals conegudes com a conidis, que creixen als extrems dels fil·lides. Els conidis són alliberats i transportats per l'acció del vent. Quan cauen al substrat, si les condicions ambientals d'humitat i temperatura són les ideals, comencen a germinar. Inicialment, la primera estructura que es forma és un tub germinal que eventualment es transforma en un nou miceli.

#### Reproducció sexual
Els fongs presenten una notable diversitat d'òrgans sexuals i processos reproductius, adaptant-se a diferents estratègies de reproducció. En molts fongs, es troben òrgans sexuals masculins (anteridis) i femenins (ascogonis o tricogines) que exerceixen funcions específiques durant el cicle de reproducció.
Els òrgans sexuals femenins es divideixen en diverses parts. La tricogina, que es troba a l'extrem, és la regió receptiva crucial, ja que és on s'uneixen els gàmetes masculins (anterozoides) durant el procés de plasmogàmia, és a dir, la fusió dels gàmetes. Seguint-la, trobem l'ascogi, una regió essencial en la formació de nous micelis i la producció d'ascis, les estructures que contenen les espores sexuals. A continuació, hi ha el peduncle, proporcionant suport estructural a tot l'òrgan sexual femení.
D'altra banda, els òrgans sexuals masculins, els anteridis, són estructures unicel·lulars que es localitzen a l'extrem del polinodi. La seva funció principal és la fusió amb la tricogina durant el procés de reproducció. Aquesta fusió, la plasmogàmia, dona lloc a la formació d'estructures que contenen les espores sexuals, les ascòspores.
El procés de reproducció sexual dels fongs implica la fusió dels gàmetes masculins i femenins, desencadenant la formació d'ascis que posteriorment contindran les ascòspores. Aquests elements es troben dins d'estructures com el cleistoteci en certs fongs, com el gènere Aspergillus, on les ascòspores maduren i es lliuren quan estan completament desenvolupades. En caure al substrat, les ascòspores germinen i donen lloc a la formació d'un nou miceli, completant així el cicle de vida del fong. És important destacar que aquestes estructures i òrgans varien entre les espècies de fongs, mostrant adaptacions específiques al seu entorn i les condicions de vida.

### Genoma
La identificació d'una soca com Aspergillus oryzae o A. sojae no garanteix que no pugui produir aflatoxines o altres metabòlits tòxics. El potencial toxigènic ha de ser determinat específicament per a les soques individuals.
Com a parents estrets dels fongs que productors d'aflatoxines, els fongs de koji posseeixen un conglomerat d'homòlegs del gen de les aflatoxines. Algunes soques koji s'han identificat implicades en la producció d'aflatoxines.

### Efectes probiòtics
No hi ha molts estudis específics sobre els efectes probiòtics dels Aspergillus sojae. No obstant, sí que se'n troben d'Aspergillus oryzae, una espècie molt propera a nivell morfològic i molecular. Aquests fongs tenen efectes en la digestió dels macronutrients, el metabolisme del colesterol, la modulació de la microflora intestinal i la reducció de la producció de gas d'amoni. S'estima que el nivell d'inclusió òptim pot ser, en mitjana, del 0,1 per cent en les dietes.

## A la indústria alimentària
L'ús d'Aspergillus sojae o d'A. oryzae, que junts formen els grups de fongs koji, presenta una gran avantatge respecte a A. flavus i a A. parasiticus, i és que aquests fongs generalment s'associen a aflatoxines cancerígenes mentre que els fongs koji generalment es consideren no toxigènics. Aquesta limitació en la producció d'aflatoxines per part d'A. sojae es coneix com a nonaflaxigenicitat.
Gràcies a la seva nonaflaxigenicita, es solen usar en la preparació d’aliments fermentats com ara el miso, el sake o la salsa de soja, i també com a hostes en la producció de proteïnes en processos industrials moderns.

### Aplicacions tradicionals

#### Miso
El miso és una pasta fermentada, que es fa servir per condimentar i donar sabor a molts plats japonesos. Existeixen quatre tipus de miso segons els ingredients usats per produir-lo: el d’arròs, el d’ordi, el de soia i el barrejat. Actualment, la varietat que més es produeix és la d’arròs (80 per cent), tot i que es creu que el seu origen es centra en el miso fet de soja fermentada junt amb grans i sal, el qual rebia el nom de kokusho.
El paper clau d''Aspergillus sojae en la producció del miso es deu a la seva capacitat de síntesi d'enzims com amilases i proteases, que descomponen carbohidrats i proteïnes en les llavors de soja i cereals. Aquests són essencials per ser usats com a font d’aliment en la fermentació que es porta a terme.

###### Producció del miso d’arròs
La producció d'aquest tipus de miso s'inicia fent dos processos en paral·lel. Per una banda, la soja es bull o cou al vapor, després es refreda i, finalment, s'aixafa. D'altra banda, l'arròs es remulla, i seguidament, també es cou. A continuació, l’arròs cuit s'inocula amb els fongs koji i el producte buscat, el koji, s'obté passades entre 42 i 48 hores.
Un cop fets els passos anteriors, cal mesclar la soia cuita i triturada, el koji d’arròs, aigua, sal, un llevat usat per a fermentar i bacteris que produeixen àcid làctic. Aquest procés de mescla s'anomena shikomi i, en ocasions, el llevat que s'usa es Zygosaccharomyces rouxii i el bacteri que produeix l'àcid làctic és el Tetragenoccocus halophilus, per les seves capacitats de tolerar la sal.
Els ingredients barrejats es fermenten en un tanc fins a obtenir finalment el miso. Aquesta fase triga des d'un més fins a alguns anys, segons el tipus de miso que s'estigui produint i l'activitat enzimàtica que presenti el koji.

###### Producció del miso d'ordi
La seva producció és quasi igual que la del miso d’arròs tret del temps que es té en remull l’ordi, ja que absorbeix més ràpidament l’aigua i forma grumolls que cal eliminar per evitar un creixement desigual de l’Aspergillus sojae en la producció del koji.

###### Producció del miso de soja
Només s'usen soja i sal en la producció d’aquest miso. En primer lloc, com en els altres casos, la soja es remulla, un pas que és determinant perquè el contingut d’humitat de la soja defineix la qualitat que tindrà el producte.
Després caldrà coure la soja al vapor i a continuació ja es passa a produir el koji. Per fer-ho es refreda la soia i es formen boles de miso, les quals s'inoculen amb els fongs koji i que solen ser d'entre 19 i 24 mm de diàmetre. S'ha vist que les boles més grans presenten més espai per a que hi creixin bacteris anaerobis que produeixen àcid làctic; tot i que això ralentitza la maduració del miso, s'obtenen quantitats més elevades d'àcid làctic.

##### Sopa de miso
És una sopa japonesa on el miso és l’ingredient principal, el qual és barrejat amb aigua o brou, i s'hi afegeixen també algues, verdures i tofu. A diferència del miso, es tracta d’un plat principal, degut als seus sabors i aromes més suaus i lleugers.

#### Salsa de soja
La salsa de soja (en japonès “shoyu”) és un condiment tradicional japonès que és la base del washoku (cuina japonesa) i s'obté de fermentar soia, blat i sal. En aquest procés, els fongs koji hidrolitzen el midó i proteïnes de les matèries primeres usades i se’n deriven sucres i aminoàcids.
El mètode més típic d’elaboració de salsa de soja s'anomena honjozo: En primer lloc, la soja s'humiteja i es cou, mentre que el blat es tritura i es torra. Després, es mesclen a parts iguals i s'inoculen amb fongs koji. Això s'incuba durant 2 o 3 dies a 30°C, per a que l'Aspergillus sojae hi creixi i produeixi enzims amilolítics i proteolítics. El puré que es formarà és el koji.
A continuació, s'afegeix una solució salina al koji formant el moromi i es fermenta entre 6 i 8 mesos. En aquesta fermentació els bacteris que fan la fermentació alcohòlica poden alimentar-se dels sucres i aminoàcids produïts pels llevats koji. Durant el procés els fongs koji moren degut a l’acidificació del medi.
Per acabar, en acabar la fermentació i l’envelliment, el puré de moromi es premsa i el líquid obtingut es sotmet a una pasteurització i inactivació d’enzims. Finalment, només s'extreu la part clara del sobrenadant, que és el producte d’interès.

### Aplicació en la producció de begudes alcohòliques

#### Sake
El sake és una beguda japonesa obtinguda mitjançant la fermentació del midó derivat de l'arròs.
En la producció d'aquesta beguda tradicional japonesa l'ús d'Aspergillus sojae roman en descompondre els sucres del midó mitjançant les seves alfa-amilases i glucoamilases. Gràcies a això els bacteris que fan la fermentació làctica poden usar-los d'aliment. A més, disposen de proteases i peptidases que permeten degradar les proteïnes en aminoàcids.

#### Mirin
El mirin és una beguda molt semblant al sake però amb menys percentatge d'alcohol i molt més dolça, la qual també deriva de l'arròs.  La importància d'Aspergillus sojae és, novament, el seu ús en la degradació dels sucres del midó de l'arròs i de les seves proteïnes gràcies a la seva aportació enzimàtica.

#### Shochu
Es tracta d'una beguda alcohòlica tradicional japonesa que s'obté per destil·lació, que tant pot fer-se amb ordi, arròs, sèsam, moniato, patata o canya de sucre, entre d'altres.
Al contrari del sake, la fermentació del qual es fa principalment amb llevats, en la producció de shochu, el koji produït per Aspergillus sojae es barreja amb aigua i es destil·la per obtenir l'alcohol. Això dona com a resultat una beguda alcohòlica més forta que el sake, amb sabors distintius basats en els ingredients utilitzats.
Tot i això, és més freqüent usar Aspergillus oryzae, A. kawachii, A. luchuensis o A. awamori per a produir-lo.

### Aplicacions no tradicionals

#### Estovament de la carn
Les aplicacions d'aquest fong, o amb els productes en què s'ha utilitzat com a agent de fermentació, aprofiten la seva elevada activitat proteolítica, superior a la d'Aspergillus oryzae. Aquesta característica permet descompondre les proteïnes dels músculs en pèptids i aminoàcids, proporcionant així una carn tendra, humida i amb un intens gust umami.